# Запоріжтрансформатор

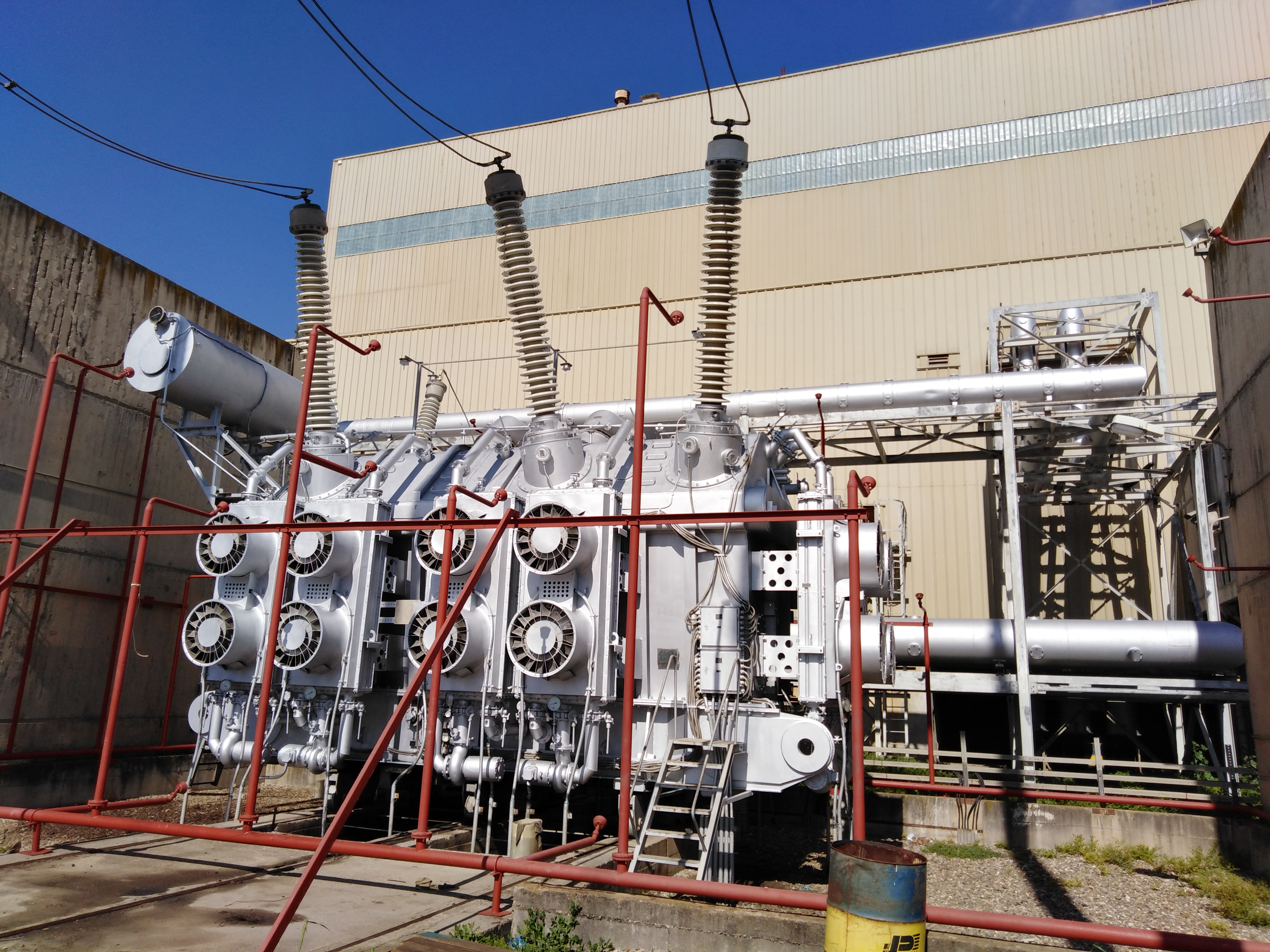
Трансформатор ТДЦ-250000/220Т1; 15,75/235 кВ, 250 000 кВА. ТЕС Джиджель, Алжир

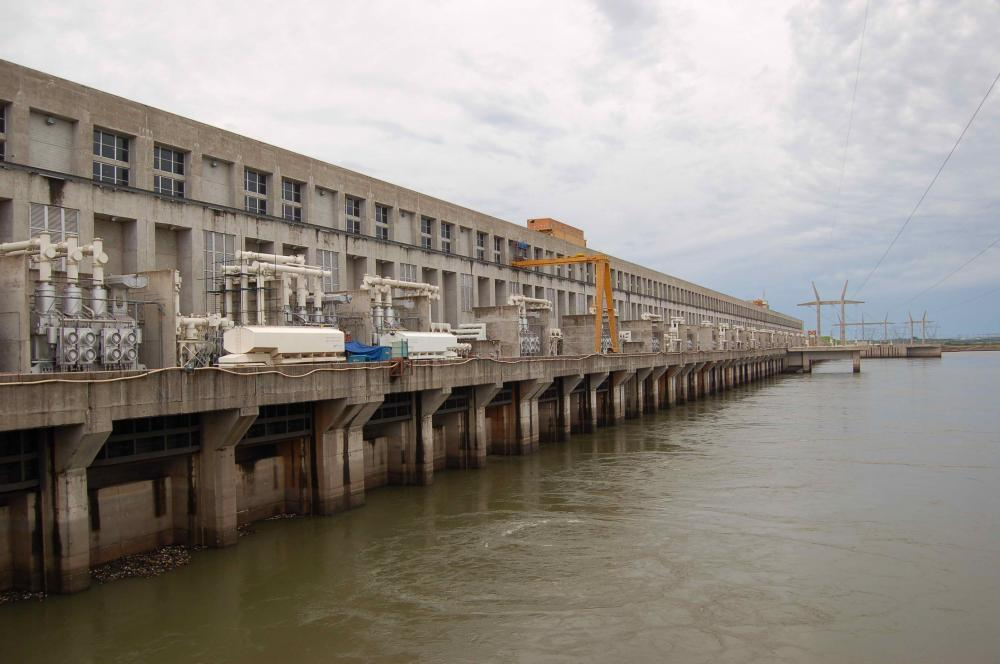
Трансформатори на ГЕС Ясірета, Аргентина

Запорізький трансформаторний завод, ПрАТ «Запоріжтрансформатор» — підприємство з виробництва трансформаторного та реакторного обладнання, яке розташоване у м. Запоріжжі. Організаційно-правова форма — приватне акціонерне товариство (ПрАТ).

## Історія
Запорізький трансформаторний завод почали будувати у 1947 р. В 1949 році був випущений перший трансформатор.
До 2011 року заводом було випущено більше 160000 одиниць обладнання для більш ніж 80 країн світу.
Завод також виготовляв трансформатори для багатьох вітчизняних та іноземних підприємств енергетики, у тому числі для: Куйбишевської ГЕС, Красноярської ГЕС, Саяно-Шушенської ГЕС, Ленінградської АЕС (Росія), Асуанського гідрокомплексу (Єгипет), Слов'янської ГРЕС, Вуглегірської ГРЕС, Південноукраїнської АЕС (Україна). З 1990 р. завод почав випускати електричні реактори.

### Представництва
ПАТ «Запоріжтрансформатор» має представництва в Москві, (Російська Федерація) та Алмати (Казахстан).

### Російсько-українська війна
5 листопада 2022 року, за рішенням Ставки Верховного Головнокомандувача під головуванням президента України Володимира Зеленського, у зв’язку з військовою необхідністю, відповідно до закону України від 17 травня 2012 року № 4765 "Про передачу, примусове відчуження або вилучення майна в умовах правового режиму воєнного чи надзвичайного стану" активи стратегічно важливих підприємств, з-поміж яких і ПрАТ "Запоріжтрансформатор", були відчужені у власність держави. Про це під час брифінгу повідомив секретар Ради національної безпеки і оборони України Олексій Данілов. "Вилучені активи набули статусу військового майна, їх управління передано Міністерству оборони України. По завершенні дії військового стану, відповідно до вимог закону, вказані активи можуть бути повернені власникам, або буде відшкодовано їхню вартість. Для забезпечення потреб країни в умовах воєнного стану ми маємо право приймати такі рішення", – повідомив він.
22 травня 2024 року Верховна Рада України схвалила закон про мораторій на банкрутство українських підприємств критичної інфраструктури, в тому числі і ПрАТ «Запоріжтрансформатор».

## Продукція
Номенклатура продукції підприємства включає силові масляні трансформатори, електричні реактори і керовані шунтуючі реактори потужністю від 1 МВА до 1250 МВА на класи напруги від 10 кВ до 1150 кВ включно, різного призначення і для різних кліматичних і сейсмічних умов.
Загальна виробнича потужність складала 60000 МВА на рік. Виробничий максимум — 70000 МВА був досягнутий в 1988 році. Доля ринку в СНД складала — понад 40 %.
Проєктування устаткування виконувалося відповідно до вимог:
- ГОСТ;
- МЕК (IEC);
- ANSI;
- BS;
- IRAM;
- будь-якими іншими технічними умовами та вимогами національних стандартів та Замовника.

## Спортивні та художні клуби
За радянських часів, честь заводу захищала футбольна команда «Трансформатор», неодноразовий чемпіон та володар Кубка Запорізької області.
З 1992 року «Запоріжтрансформатор» взяв шефство над неодноразовим призером СРСР та володарем європейського кубка 1983 р., чоловічим гандбольним клубом «ЗІІ», який з тих пір отримав нову назву — «ZTR». Команда «ZTR», багаторазовий чемпіон України, грала в Суперлізі. У вищій лізі чемпіонату України з гандболу грала команда «ZTR-СДЮШОР». Завод також утримував дитячу гандбольну школу.
Самодіяльним народним духовим оркестром, номінантом «Сонячних кларнетів» 1985 року, довгі роки керував заслужений працівник культури Липський Микола Костянтинович.